# Copris tridens
Copris tridens là một loài bọ cánh cứng trong họ Bọ hung (Scarabaeidae).